# 瓦力欧制造 豪华版
《瓦力欧制造 豪华版》（香港又译作，台湾又译作）是由任天堂發行的電子遊戲。由任天堂企劃製作本部與Intelligent Systems開發，任天堂發行。

## 遊戲
本作為《瓦里奥制造系列》在任天堂3DS上的作品。本作的主題是「集大成」，遊戲裡所收錄的瞬間小遊戲集合了歷代各個作品的著名作品，外加本作的全新作品，令本作收錄的瞬間小遊戲總數超過300個。同時，本作綜合了《瓦里奥制造》、《轉轉瓦里奥制造》和《摸摸瓦里奥制造》三個作品的操控系統；需要使用方向鈕和A鈕的「按按」、利用任天堂3DS的陀螺儀機能，左右擺動機台配合A鈕進行的「轉轉」、透過輕觸螢幕（下畫面）操作的「摸摸」與及透過向任天堂3DS上的麥克風吹氣來操作的「呼呼」。除此之外，本作也是瓦里奥系列遊戲首次有全角色全語音對白。

### 劇情
瓦里奥到ラックス村尋寶，找到一個金光閃閃的大壼後非常滿足地歸家。回家後發現家裡的夾萬的錢因為尋寶而花光，此時電視機正在播放新聞節目，瓦里奥看到《SUPER PYORO》的銷售熱況後想出一個主意：在鑽石城舉辦遊戲大賽，於是立即進行直播全城宣傳，並以電話聯絡一眾好友協助舉辦比賽，藉此收取大量參賽報名費，大賺一筆。

## 關卡與代表人物
本遊戲的故事模式開始時分成三個聯賽：「按按聯賽」、「轉轉聯賽」和「摸摸聯賽」，各自對應其聯賽名的操控方式。每個聯賽均有5關，玩家最初能玩各聯賽的第一個關卡（起始關），每完成一關就會開啟該聯賽的下一關直到5關全部完成為止。完成全部聯賽所有關卡後就會開啟最後的「終極聯賽」，有3關。

### 按按聯賽
瓦里奥（按按）　主題：起始
魔王關：だいだっしゅつ。《瓦里奥制造》的一般瞬間小遊戲，本作升級成魔王關。瓦利歐會中途下畫面跳往上畫面，同時追加了新的障礙。
吉米．T　主題：運動
吉米．T在藍寶石街遇到兩個辣妹大學生，她們希望傑米當場成為其拍照模特兒，吉米．T爽快地答應了。
魔王關：ボクシング。《瓦里奥制造》的魔王關。本作對手的體力固定為3格。
莫娜　主題：生活
莫娜一直煩著要如何挑選舞會用的衣服，與時裝店的喬店長談起話來。
魔王關：くぎうち。《瓦里奥制造》的魔王關。
德利博&斯皮茨　主題：奇幻
在宇宙裡駕駛出租車的德利博與斯皮茨遇到了宇宙惡黨，受到攻擊發怒而進行還擊。
魔王關：ハナシュー。《轉轉》的魔王關，於本作改為能夠以方向鈕左右移動自機，自機被彈2次才會被擊墜，追加清版道具，等級2以上會出現新的頭目。
五瓦特　主題：任天堂
五瓦特在下午的電視推銷節目裡看中了一款高性能卻重得要命的平底鍋，於是跟著電視節目去做筋肉體操。
魔王關：ウルトラマシン。《瓦里奥制造》的魔王關（有融合《舞動》的一般瞬間小遊戲「ウルトラマシン」的要素），勝利條件改為5球裡擊中3球。

### 轉轉聯賽
瓦里奥（轉轉）　主題：起始
魔王關：ワリオドライブ。《舞動》的魔王關。
艾希莉&小紅魔　主題：奇幻
艾希莉練習魔法時成功召喚出魔物，那隻魔物指出魔界正有一隻佔據了所有食物的魔王「ハラ・ペーコ」，艾希莉決定到魔界討伐牠。
魔王關：かっしゃばし。《轉轉》的魔王關。等級2開始會改為有2層通路，到了等級3更會出現炸彈，不讓炸彈掉進水裡就會失誤。
克萊格博士　主題：運動
克萊格博士在森林採摘磨菇時聽到麥克說此地會有鬼出沒的消息，結果遇不到鬼，倒是被一部過去被自己遺棄的女傭機器人「クリナ」追殺⋯
魔王關：トロッコレース。《轉轉》的魔王關，今集的內容改為與其餘兩台CPU操控的小卡車進行競速，玩家需要成為第一名。
十八伏特　主題：任天堂
有一隻浣熊小孩表示自己的任天堂3DS被搶走，此時一名自稱十三安培的女子出現，十八伏特與她進行了一場饒舌歌對決。
魔王關：スーパーマリオブラザーズ。《轉轉》的魔王關。
佩妮　主題：生活
為了成為偶像，佩妮發明一種能聲音變得甜美的藥水，找克萊格爺爺當白老鼠試藥時卻因此弄壞了爺爺的肚子。
魔王關：トイレあんないにん。《舞動》的魔王關。今集背景改為電影院，廁所改以大小二便來區分，等級3裡照明系統會一時故障。

### 摸摸聯賽
瓦里奥（按按）　主題：起始
魔王關：ちゃくち。《老子製造》的魔王關。平台增至3個，但是迷你瓦利歐乘上的平台會自動離閞畫面（1個平台只能乘載1個迷你瓦里奥），此外會出現小鳥，會強行啄破氣球。等級3每個迷你瓦利歐身上的氣球增加至2個。
卡特&安娜　主題：生活
卡特與安娜到了會場準備接受忍術試驗，探查試驗內容時發現試題是要吃光所有食物⋯
魔王關：トッピング。全新小遊戲，需要依照樣板給蛋榚鋪上裝飾。等級2開始會出現假裝飾來個魚目混珠。
九伏特　主題：任天堂
在鑽石小學裡，九伏特正面對令他相當頭痛的數學題，此時毛茸茸在書桌上出現並動議把題目當成電子遊戲的傷害計算來解答，九伏特便因此開始了一場「大冒險」。
魔王關：ウルトラハンド。《瓦里奥制造》和《摸摸》的一般瞬間小遊戲，於今集升級成魔王關。要在不被發現的情況下把洋服男身上的魚夾過來餵貓，同時要擊退來破壞ウルトラハンド的蟹。等級2開始會出現迅速走過畫面的小狗和足球，會把ウルトラハンド撞壞。
少年庫利凱特&曼提斯大師　主題：運動
為了修行，曼提斯把庫利凱特帶到遊樂場裡，兩人在鑽石旋轉木馬進行修煉。
魔王關：ボウリング。《摸摸》的魔王關。今集玩家的投球數增至4次。
奧布倫　主題：奇幻
奧布倫在公路漢堡店購買漢堡包，店員表示漢堡店的豬肉用盡了，奧布倫因此立即四出尋找豬隻。
魔王關：ちっちゃいドロボー。全新小遊戲，需要在40秒內利用有限的閉路電視照片揪出盜竊犯。

### 終極聯賽
終極聯賽每關的瞬間小遊戲囊括了全部操控方式，遊戲中會在每個瞬間小遊戲開始前顯示該遊戲對應的操控方法。此外，本聯賽會開始收錄麥克和毛茸茸的瞬間小遊戲。
麥克　主題：呼呼
其瞬間小遊戲全為使用麥克風來操作。
毛茸茸　主題：突襲
其瞬間小遊戲內容比較簡單，但是限時只有3秒左右。各種操作方法都有。
舞蹈隊　主題：運動＆生活
終極聯賽的第一關。
喬因為看見自己的舞廳因為沒有客人的關係而打算提早打烊，此時吉米．T帶了莫娜、卡特&安娜等好友一起到舞廳內跳舞，幫助喬拉客。
這一關的魔王關的初期等級是3（下面的燒烤隊亦同）。
燒烤隊　主題：奇幻＆任天堂
五瓦特帶同兒子九伏特、十八伏特和數個朋友一起往ペリドット露營場並舉行了燒烤大會，眾人各自準備了自己喜歡的食物，卻有部份人拿出了古怪的食材。
豪華瓦里奥　主題：什麼都有
身為玩家的決賽的對手的瓦利歐戴上了尋寶得來的大壼，經天上一輪風雲變色之下變身成豪華瓦里奥，一場激烈對戰即將開始。
本關卡收錄了大量過往關卡未出現過的瞬間小遊戲，此外三個起始關的瞬間小遊戲也會出現（這些遊戲的初期等級是2）。
關卡進行過程中豪華瓦里奥會施放魔法，阻擋了遊戲操作方法的顯示。
魔王關：ワリオダンサーズ。由《舞動》的同名魔王關改編而成。需要依照指示按節奏輸入指令跳舞，會用到所有操作方式。
露露
本作的重要角色。來自ラックス村的小女孩，自稱勇者。
露露會在豪華瓦里奥施放魔法數關後跳上豪華瓦里奥的熱氣球上並阻礙他繼續施放魔法，操作方法顯示會回復正常。

## 外部連結
- 官方网站（日本）
- 官方网站（美國）